# العالم الجديد

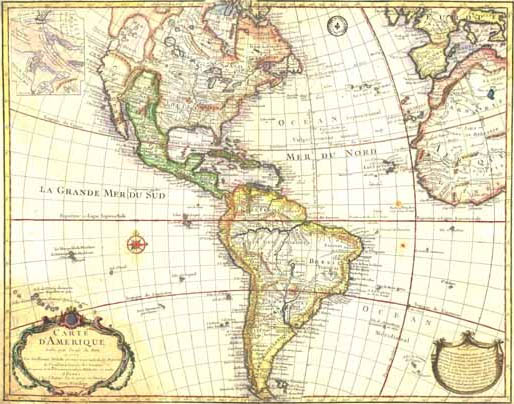
خريطة للعالم الجديد تعود للقرن الثامن عشر

«العالم الجديد» هو مصطلح ثقافي أوروبي ينطبق على غالبية نصف الكرة الغربي للأرض، وتحديدًا الأمريكيتين. اكتسب المصطلح مكانة بارزة في أوائل القرن السادس عشر، خلال عصر الاستكشاف الأوروبي، بعد فترة وجيزة من استنتاج المستكشف الإيطالي أمريكو فسبوتشي أن أمريكا تمثل قارة جديدة، ثم نشر نتائجه في كتيب بعنوان موندوس نوفوس. وسع هذا الإدراك الأفق الجغرافي للجغرافيين الأوروبيين الكلاسيكيين، الذين اعتقدوا أن العالم يتكون من أفريقيا وأوروبا وآسيا، ويشار إليها مجتمعة الآن باسم العالم القديم، أو أفرو-أوراسيا. أُشير أيضًا إلى الأمريكيتين على أنها الجزء الرابع من العالم.

## الاستخدام
للمصطلحين «العالم القديم» و «العالم الجديد» معنى في السياق التاريخي من أجل تمييز النطاق البيئي الرئيسي في العالم، وتصنيف الأنواع النباتية والحيوانية التي نشأت فيها.
يمكن استخدام مصطلح «العالم الجديد» في سياق تاريخي، على سبيل المثال، عند مناقشة رحلات كريستوفر كولومبوس، والغزو الإسباني ليوكاتان وأحداث أخرى في الفترة الاستعمارية. نظرًا لعدم وجود بدائل، فإن المصطلح ما يزال مفيدٌ أيضًا لأولئك الذين يناقشون القضايا التي تخص الأمريكيتين والجزر القريبة المحيطية، مثل برمودا وجزيرة كليبرتون، بشكل جماعي.
يُستخدم مصطلح «العالم الجديد» في سياق بيولوجي، عند التحدث عن أنواع العالم القديم (المنطقة القطبية الشمالية القديمة والإقليم المداري الإفريقي) وأنواع العالم الجديد (الإقليم القطبي الشمالي الجديد والإقليم المداري الجديد). غالبًا ما يربط خبراء علم التصنيف البيولوجي تسمية «العالم الجديد» على مجموعات الأنواع الموجودة فقط في الأمريكيتين، لتمييزها عن نظيراتها في «العالم القديم» (أوروبا، وأفريقيا، وآسيا)، على سبيل المثال قرود العالم الجديد، ونسور العالم الجديد، وهوازج العالم الجديد.
غالبًا ما تُستخدم التسمية في الزراعة. تشترك آسيا، وأفريقيا، وأوروبا في تاريخ زراعي مشترك نابع من ثورة العصر الحجري الحديث، ونفس النباتات والحيوانات المستأنسة التي انتشرت عبر هذه القارات الثلاث منذ آلاف السنين، ما يجعلها غير واضحة ومفيدة إلى حد كبير لتصنيفها معًا على أنها «عالم قديم». المحاصيل الأكثر شيوعًا في العالم القديم (على سبيل المثال، الشعير، والعدس، والشوفان، والبازلاء، والشَّيلم، والقمح)، والحيوانات المستأنسة (على سبيل المثال، الماشية، والدجاج، والماعز، والخيول، والخنازير، والأغنام) لم تكن موجودة في الأمريكيتين إلى أن قُدمت عن طريق التبادل ما بعد الكولومبي في تسعينيات القرن الخامس عشر. على العكس من ذلك، دُجن عدد من المحاصيل الشائعة في الأصل في الأمريكيتين قبل أن تنتشر في جميع أنحاء العالم بعد الاتصال الكولومبي، ولا يزال يشار إليها غالبًا باسم «محاصيل العالم الجديد»، الفاصولياء الشائعة، والذرة، والقرع، وكذلك الأفوكادو، والطماطم، وأصناف واسعة من الفليفلة (الفلفل الحلو، الفلفل الحار، وغيره)، ودُجن الدجاج الرومي أصلًا من قبل شعوب عصر ما قبل الكولومبي في وسط أمريكا، في حين أن المزارعين في منطقة الأنديز في أمريكا الجنوبية قدموا البفرة، والفول السوداني، والبطاطس، والكينوا، والحيوانات المستأنسة مثل الألبكة، والكابياء الخنزيرية، واللاما. تشمل المحاصيل الأخرى للعالم الجديد الكاجو، والكاكاو، والمطاط، وعباد الشمس، والتبغ، والفانيليا، والفواكه مثل الجوافة، والبابايا، والأناناس. وهناك حالات نادرة من التداخل، على سبيل المثال، الكالاباش الخياري، والقطن، واليام، ويُعتقد أن الكلاب استؤنست بشكل منفصل في كل من العالمين القديم والجديد، وأما أنواعها المبكرة ربما جُلبت من قبل أسلاف الهنود من آسيا خلال فترة العصر الجليدي الأخير.
في مصطلحات النبيذ، «العالم الجديد» له تعريف مختلف. لا يشمل «نبيذ العالم الجديد» نبيذ أمريكا الشمالية وأمريكا الجنوبية فحسب، بل يشمل أيضًا نبيذ جنوب أفريقيا، وأستراليا، ونيوزيلندا، وجميع المواقع الأخرى خارج مناطق زراعة العنب التقليدية في أوروبا، وشمال أفريقيا، والشرق الأدنى.

## أصل المصطلح
يُنسب للمستكشف الفلورنسي أمريكو فسبوتشي طرح مصطلح «العالم الجديد» (موندوس نوفوس) للأمريكيتين في رسالته عام 1503، حيث منحها طابع شعبي، على الرغم من استخدام مصطلحات مماثلة وتطبيقها قبله.

### الاستخدام السابق
استخدم المستكشف الفينيسيّ ألفيس كاداموستو مصطلح «آن ألترا موندو» («عالم آخر») للإشارة إلى أفريقيا جنوب الصحراء، والتي استكشفها في عامي 1455 و 1456 نيابة عن البرتغاليين. كان هذا مجرد ازدهار أدبي، وليس اقتراحًا لجزء «رابع» جديد من العالم. كان كاداموستو مدركًا أن أفريقيا جنوب الصحراء جزءًا من القارة الأفريقية.
شكك المؤرخ الإسباني الأصل بييترو مارتيري دانغييرا في ادعاءات كريستوفر كولومبوس بأنه وصل إلى شرق آسيا («جزر الهند»)، وبالتالي جاء بأسماء بديلة للإشارة إليها. بعد أسابيع قليلة فقط من عودة كولومبوس من رحلته الأولى، كتب مارتير رسائل تشير إلى أراضي كولومبوس المكتشفة باسم «الأضداد الغربية» («أنتيبوديبوس أوكسيدويس» رسالة 14 مايو 1493)، «نصف الكرة الأرضية الجديد» («نوفو تيراروم هيميسفايريو»، 13 سبتمبر 1493)، وفي رسالة بتاريخ 1 نوفمبر 1493، يشير إلى كولومبوس باعتباره «مكتشف الكرة الأرضية الجديدة» («كولونوس إيل نوفي أوربيس روبيرتير»). بعد عام (20 أكتوبر 1494)، أشار بيتر مارتير مرة أخرى إلى روائع الكون الجديد («نوفو أورب») و «نصف الكرة الغربي» («أب أوكسيدنت هيمسفيرو»).
في رسالته التي بعثها كولومبوس عام 1499 إلى الملكين الكاثوليكيين في إسبانيا، أبلغ عن نتائج رحلته الثالثة، وروى كيف أن المياه الهائلة لدلتا أورينوكو في أمريكا الجنوبية تتدفق إلى خليج باريا مما يعني أن هناك قارة لم تكن معروفة من قبل تقع خلفها. يقترح كولومبوس أن اليابسة في أمريكا الجنوبية ليست قارة «رابعة»، بل هي الجنة الأرضية للتقاليد الإنجيلية، وهي أرض يُزعم أنها معروفة (لكنها غير مكتشفة) من قبل العالم المسيحي. في رسالة أخرى (إلى ممرضة الأمير جون، مكتوبة عام 1500)، يشير كولومبوس إلى أنه وصل إلى «جنان وعالم جديد» وأنه وضع «عالمًا آخر» تحت سيطرة ملوك إسبانيا.

## الاستيطان في العالم الجديد
بدأت قصة المستوطنات في أمريكا سنة 1606 م. عندما أعطى ملك إنجلترا شركة لندن الحق بإقامة المستوطنات، فجهزت ثلاث سفن محملة 104 من الجنود المسرحين والمغامرين، فوصلت إلى ساحل فرجينيا.